# Елені Бімпіку-Антоніаді
Елені Антоніадіс-Бібіку (фр. Hélène Antoniadis-Bibicou, грец. Ελένη Αντωνιάδη — Μπιμπίκου; (21 липня 1923 , Афіни  — 13 червня 2017 , Афіни ) — французька дослідниця, історик-візантиніст. Член Comité français des études byzantines (CFEB).

## Біографія
Народилася 21 липня 1923 в Афінах.
Під час диктатури Метаксасу вступила до Федерацію комуністичної молоді Греції (OKNE), молодіжної організації Комуністичної партії Греції. Під час окупації Греції країнами «осі» вступила до Національно-визвольного фронту Греції (ΕΑΜ). Була однією із засновниць пірейської організації Єдиної всегрецької організації молоді (ΕΠΟΝ). Писала у підпільній газеті Νέα Γενιά.
У 1945 році закінчила Афінський університет, де навчалася на кафедрі історії та археології та зустрілася з візантистом Діонісіосом Закітіносом .
Після закінчення Другої світової війни брала участь у створенні французько-грецького студентського союзу (Union Franco-Hellénique des Jeunes). Отримала за підтримки еллініста Октавія Мерльє, директора Французького інституту в Афінах (IFG) стипендію французького уряду, яка дозволила їй тікати від громадянської війни в Греції і оселитися в Парижі в 1947.
У 1951 році, будучи студенткою IV секції (філологічних та історичних наук) Практичної школи вищих досліджень (EPHE), вступила до Національного центру наукових досліджень (CNRS). З 1955 року відвідувала семінари візантиніста Поля Лемерля разом із греками Нікосом Звороносом та Елені Глікадзі-Арвелер. Потім приєдналася до знаменитої VI-ї секції (економічних та соціальних наук) EPHE історика Фернана Броделя (з 1975 року — Вища школа соціальних наук, EHESS), яка дуже вплинула на неї. З 1965 року протягом 30 років вела семінар «Економічна та соціальна історія Візантії та сучасної Греції» (Histoire économique et sociale de Byzance et de la Grèce moderne).
Вивчала військові конфлікти за участю візантійського флоту, особливу увагу при цьому приділяючи його розвитку та імператорській політиці щодо флоту.
У 1963 році опублікувала монографію Recherches sur les douanes à Byzance у серії Cahiers des Annales про візантійські митниці та митні збори. Залучила печатки для відновлення історії візантійських митниць та торгівлі.
Взяла участь у першому двосторонньому франко-радянському колоквіумі з проблем візантинознавства 5-6 листопада 1979 року в Парижі.
У період диктатури «чорних полковників» була обрана генеральним секретарем руху «Греко-французького руху за вільну Грецію» (Mouvement gréco-français pour une Grece libre), який очолює Ролан Дюма.
Чоловік — Антуан Антоніадіс (Antoine Antoniadis, Αντώνης Αντωνιάδης) був паризьким кореспондентом «Різоспастіс», афінської щоденної газети Комуністичної партії Греції. Після його смерті в 1983 році, Елен Антоніадіс-Бібіку стала паризьким кореспондентом «Різоспастіс» до 1991.
Померла в Афінах 13 червня 2017 року на 94-у році життя. Похована на цвинтарі Зографу (Νεκροταφείο Ζωγράφου) у Зографосі у суботу, 17 червня 2017 року.

## Публікації
- Антониадис-Бибику Э., Гийу А. Византийская и поствизантийская сельская община // Византийский временник. — 1988. — Т. 49 (74) (29 березня). — С. 24—39. Архівовано з джерела 5 травня 2022. Процитовано 5 травня 2022.